# Es Cabàs
Es Cabàs és una possessió del terme de Santa Maria del Camí, en el límit en el terme de Bunyola. Documentada com a Rahal Cauhas el 1241. Les cases es troben al peu de la Serra de Tramuntana i la propietat inclou una part plana, poblada d'ametlers i garrovers, i una part muntanyosa, amb restes de l'antic olivar i zones forestals de garriga, pinar i alzinar. La màxima elevació és el Puig de na Marit de 666 m. Altres elevacions són la penya del Llamp i el puig de sa Talaia, on es troben unes restes talaiòtiques.

## Etimologia
Tradicionalment s'ha considerat com un nom d'arrel aràbiga. Joan Coromines creu que ve de l'àrab gar al-habbas 'cova dels calabossos o del carceller'. Amb tot, aquesta proposta se sosté amb molta dificultat.

## Extensió, confrontes i conreus
Es Cabàs confronta amb Can Poloni (zona de Baix des Puig), Cas Mosson Jaume, s'Extremera Nova, sa Comuna, Son Oliver, Son Torrella, Can Cabellera i Son Canals. Té unes 781 quarterades. El 1995, dividit en tres bocins, ocupava 268,54, 165,05 i 108,23 ha. Propietat dels hereus de Manuel Salas i Sureda, germanes Fortuny Salas. En l'actualitat el principal conreu és l'ametlerar combinat amb garrovers, que cobreix dues terceres parts de la finca. L'olivar ha estat molt abandonat i en gran part ocupat per la garriga. La ramaderia ovina és l'activitat ramadera més important.

## Història
Entre els primers propietaris cal fer constar Ramon de Berga (1240). En el segle xiii apareixen altres propietaris com Domènec de Vaquer, Guillem Rausic, Pere Rossell, Guilabert de Bonvillar, etc. En el s. XIV apareixen els Loat, Tordera, Mestre, Massot, Aimeric, etc. En el XV va ser de Bernat de Puigdorfila. En el 1521 el comprà Joanot Sureda. Va ser dels Sureda fins que el 1898 la comprà Manuel Salas Palmer. El 1959 passà a Amanda Salas Garau casada amb Tomàs Fortuny Coll. En l'actualitat és propietat d'Aina Maria i Amanda Fortuny Salas.

## Elements patrimonials
Les cases formen una interessant mostra d'arquitectura popular mallorquina, amb alguns elements anteriors al s. XVII i teules pintades. S'hi observa una nau amb arc apuntat que sembla una resta de l'antic celler. (a l'indret conegut com es Cabàs Vell hi havia les cases anteriors i s'hi ha construït una edificació nova). Part damunt les cases hi ha una sínia i un pou de mina subterrani (qanat) amb ulls d'oreig, molt ben conservat.
Una antiga tradició diu que Santa Catalina Tomàs visqué temporalment en aquest lloc, on han perdurat alguns topònims com la cova de sor Tomassa, la rota de sor Tomassa i el coll de la Beata.

## Restes arqueològiques
- Es Claper des doblers. Talaiot en molt mal estat, de planta rectangular i amb construccions adosades.
- Sa Cova des Moro. Cova funerària rectangular descobert el 1903. Es pot datar entorn de 1700/1600 aC. S'hi trobaren dos punyals de coure i una vintena de peces ceràmiques.
- Sa Tanca des Cabàs Vell. S'hi trobaren diverses sepultures acompanyades d'aixovar funerari.

## Toponímia
Sementer de s'Aljub Roig, Sementer des Porxo de ca na Graci, Sementer de s'Avenc, Sementer des Pi, Sementer de s'Alzina, Comellar de l'Hospital, s'Embocador, puig de ses Coves Altes, sa Penya des Llamp, sa Vinyota, sa Tanca de s'Era, sa Tanca des Porcs, sa Tanca Mesclada, sa Tanca d'en Vinagre, es Cabàs Vell, Rota d'en Cabeiera, Rota de ses Genetes, Rota de Déu, Cas Garriguer, cocó des Corb, puig de na Marit, es forn d'en Llorenç, puig de sa Talaia, sa Serreta, Pinar des Clot de sa Grava, Pinar de Son Vic, Corral d'en Ganxo, sa Cova des Porcs, Bassa des Bous, Pla des Torrent, ses Planisses, comellar de ses Barreres, comellar de sa Pedruscada, comellar d'en Seguí, comellar des Frares, ses Penyes Rotges, ses Penyes des Corbs, ses Coves Altes 